# Plaesius acutidens
Plaesius acutidens är en skalbaggsart som beskrevs av Lewis 1912. Plaesius acutidens ingår i släktet Plaesius och familjen stumpbaggar. Inga underarter finns listade i Catalogue of Life.